# Mörkaste Småland

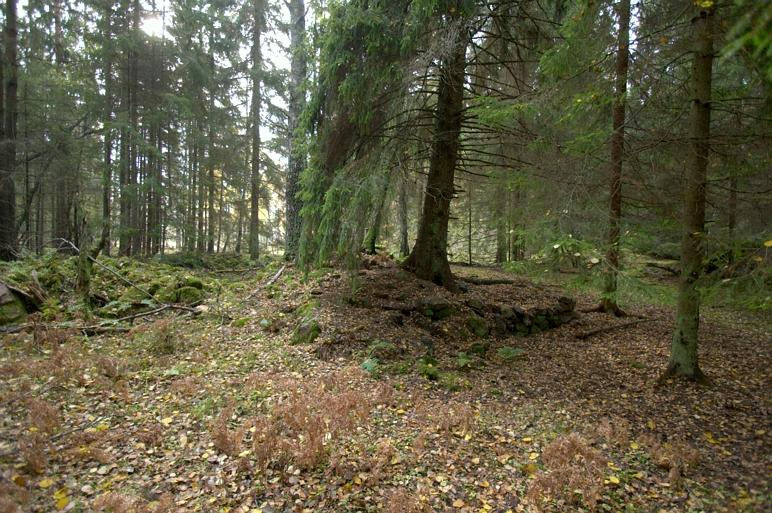
Skog i Småland − Bockaskruvs naturreservat i Kronobergs län.

I mörkaste Småland var ursprungligen ett politiskt begrepp för att (skämtsamt) kritisera det konservativa kulturklimatet och gammalkyrkligheten i stifts- och residensstaden Växjö. Uttrycket uppkom år 1893. I dag används uttrycket oftare om naturen, med stora skogar, än om det kulturella klimatet i landskapet.

## Uttryckets uppkomst

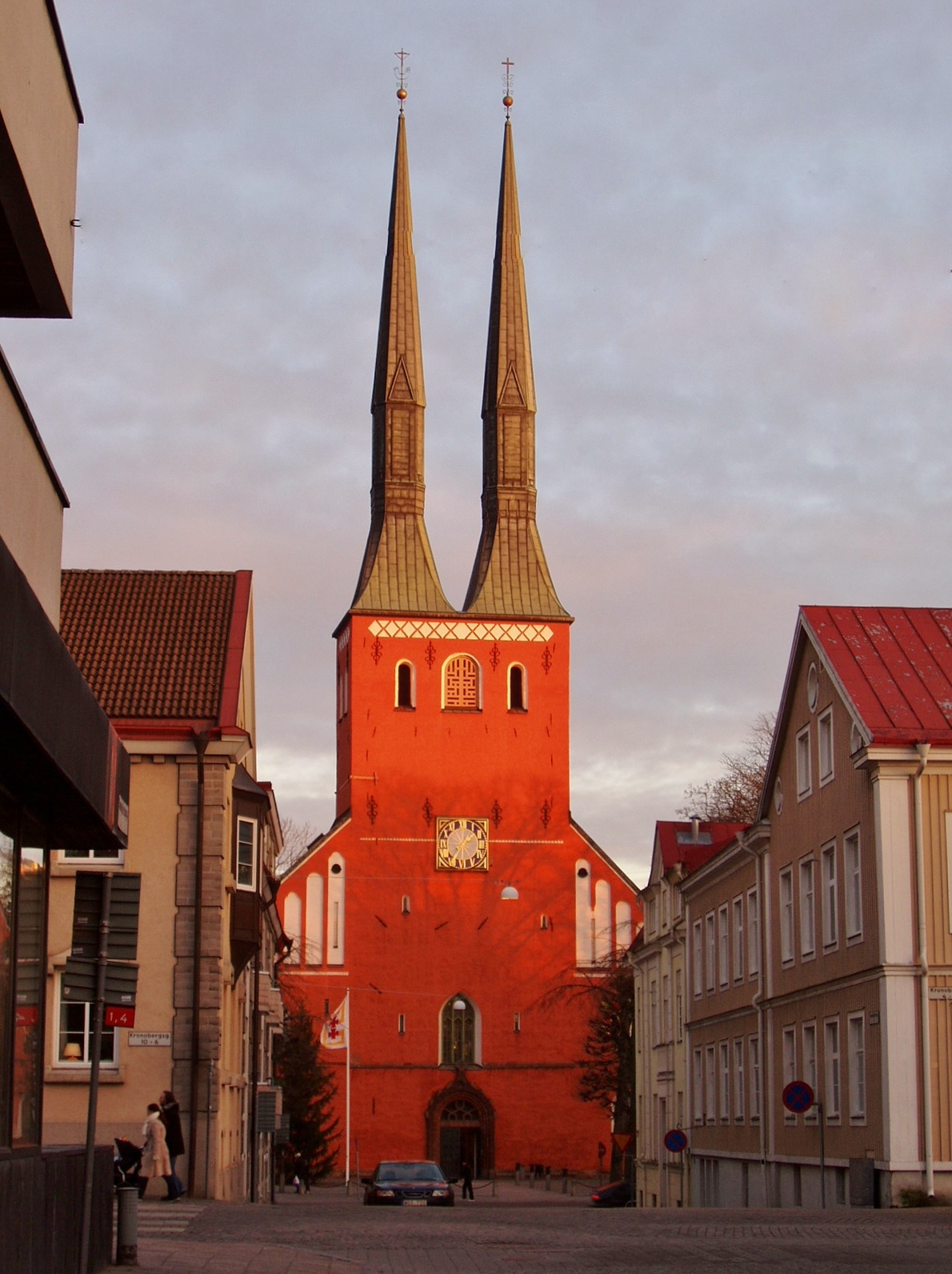
Växjö domkyrka.

I Växjö fanns de mycket konservativa tidningarna Växjöbladet och Smålandsposten, vars redaktörer Josef Rosengren respektive Alfred Hedenstierna (känd under signaturen "Sigurd") var riksbekanta. Rosengren pläderade vid ett tillfälle 1893 för patriotiska riksdagsmän, varefter den liberale riksdagsmannen Adolf Hedin hävdade att man i Sveriges riksdags andra kammare därefter gav namnet "det mörkaste Afrika" åt kvarteret till höger om talmansplatsen, "för där satt i allt svartare led infödingar från bland annat Småland". Uttrycket alluderade till den då aktuella boken I det mörkaste Afrika av Henry Morton Stanley.
Vid ett kyrkomöte samma år uppträdde lasarettsläkaren J.F. Liedholm i Växjö med gammalluthersk högkyrklighet. Journalisten Jonas Brag skrev under pseudonymen "Fabius Commentator" i Dagens Nyheter ironiskt att Liedholm vid sin hemkomst fick en tacksamhetshyllning  "utav 100 å kyrkostämma röstberättigade personer i Nöbbele pastorat, beläget uti det mörkaste Småland".

## Festivalen Mörkaste Småland
Sedan 2014 finns även festivalen Mörkaste Småland i Hultsfred. Festivalen har mörker som tema vilket genomsyrar både artister och konstutställare på evenemanget. Musiken som framförs är i huvudsak black metal.
Sedan 2018 arrangerar Mörkaste Småland en mindre variant av festivalen med namnet Mörkaste Småland: Slaktmånad på Hotell Hulingen i Hultsfred.

### Artister som spelat på festivalen (i urval)
| - 1349 - Aura Noir - Belphegor - Dark Funeral - Dødheimsgard - Entrails - God Dethroned - Gorgoroth - Immolation - Khold - Lord Belial - Naglfar | - Necrophobic - Ofermod - Paganizer - Primordial - Samael - Shining - Taake - The Haunted - Thyrfing - Tsjuder - Witchery |

### Fotnoter
1. ↑  ”I mörkaste Småland”. Turist i Europa. http://turistieuropa.se/I%20morkaste%20smaland.pdf. Läst 24 oktober 2015.
2. ↑  ”Det mörka och det ljusa Småland”. Svensk tidskrift. 31 december 1944. http://www.svensktidskrift.se/det-morka-och-det-ljusa-smaland/. Läst 24 oktober 2015.
3. ↑  "Mörkaste Småland 2016", Rockbladet, läst 2019-04-25.